# Calliostoma pellucidum spirata
Calliostoma pellucidum spirata es una subespecie de molusco gasterópodo de la familia Calliostomatidae en el orden de los Vetigastropoda.

## Distribución geográfica
Se encuentra en Nueva Zelanda